# Cryo
Cryo är en svensk musikgrupp som skapades 2002 av Martin Rudefelt, som agerar både som kompositör och artist. Den mekaniska och elektroniska stil som Cryo står för innehåller hårt behandlade ljud såväl som simplistiska texturer.
2006 släpptes debutalbumet Cryogenic på skivbolaget Progress Productions, där de första 200 exemplaren numrerades, signerades och inkluderade en bonusdisk.
Vid SAMA 2007 tilldelades Cryo pris som bästa nykomling.
Bandet utökades 2008 med medlemmen Torny Gottberg (fd. Project-X).

## Diskografi

### Cryogenic
Släpptes maj 2006.
Alla låtar är skrivna och komponerade av Martin Rudefelt. 
| Nr  | Titel                   | Längd |
| --- | ----------------------- | ----- |
| 1.  | Waiting for the machine | 2:02  |
| 2.  | Does it Hurt            | 4:51  |
| 3.  | The Pain                | 4:38  |
| 4.  | In the Shadows          | 4:30  |
| 5.  | One                     | 3:46  |
| 6.  | Want it                 | 4:36  |
| 7.  | Utopia                  | 5:36  |
| 8.  | Uniform                 | 4:57  |
| 9.  | Vengeance               | 4:03  |
| 10. | Machine                 | 5:38  |

### Cryogenic (bonusdisk i begränsad utgåva)
Släpptes maj 2006 som numrerad bonusskiva med de 200 först sålda Cryogenic-skivorna.
Alla låtar är skrivna och komponerade av Martin Rudefelt. 
| Nr | Titel                                         | Längd |
| -- | --------------------------------------------- | ----- |
| 1. | Want It (Sex Mix)                             | 5:25  |
| 2. | The Pain (Iambia Remix)                       | 4:55  |
| 3. | Vengeance (Oscar Holter/Necro Facility Remix) | 3:59  |
| 4. | Uniform (Dance Mix)                           | 6:41  |

### Mixed Emotions
Släpptes november 2007.
| Nr | Titel                                       | Kompositör                            | Längd |
| -- | ------------------------------------------- | ------------------------------------- | ----- |
| 1. | My Wall (Club Edit)                         |                                       | 4:29  |
| 2. | Inhale/Exhale (Original)                    |                                       | 5:32  |
| 3. | Freedom                                     |                                       | 4:31  |
| 4. | Inhale/Exhale (Terror Punk Syndicate Remix) |                                       | 3:32  |
| 5. | My Wall (Original)                          |                                       | 6:22  |
| 6. | Go To War                                   |                                       | 5:56  |
| 7. | Inhale/Exhale (traKKtor Remix)              |                                       | 6:24  |
| 8. | Body To Body (Front 242 Cover)              | Daniel Bressanutti, Jean-Luc De Meyer | 3:17  |

### Hidden Aggression
Släpptes februari 2010.
Alla låtar är skrivna och komponerade av Cryo. 
| Nr  | Titel                                        | Längd |
| --- | -------------------------------------------- | ----- |
| 1.  | Prelude - Waves of Sin                       | 2:44  |
| 2.  | I Tune In                                    | 5:41  |
| 3.  | Weitergehen                                  | 5:16  |
| 4.  | Substance                                    | 5:16  |
| 5.  | Hit Me Once                                  | 3:40  |
| 6.  | Counting Down Again (Sång av Karin Rudefelt) | 5:04  |
| 7.  | Guantanamo Bay                               | 4:38  |
| 8.  | Contract Killer                              | 6:28  |
| 9.  | I Die Every Day                              | 4:21  |
| 10. | Forgotten                                    | 6:51  |
| 11. | Rewind                                       | 3:10  |

### Hidden Aggression (bonusdisk i begränsad utgåva)
Släpptes februari 2010 som numrerad bonusskiva med de 200 först sålda Hidden Aggression-skivorna.
Alla låtar är skrivna och komponerade av Cryo. 
| Nr | Titel                                                         | Längd |
| -- | ------------------------------------------------------------- | ----- |
| 1. | Guantanamo Bay (Terrorist Mix)                                | 5:28  |
| 2. | World of Fools                                                | 3:53  |
| 3. | I Tune In (Project-X och Jouni Ollila Remix)                  | 5:20  |
| 4. | Insane                                                        | 4:35  |
| 5. | Counting Down Again (Mr Jones Machine och Jouni Ollila Remix) | 5:28  |
| 6. | Hit Me Once (2005 Live Version)                               | 3:53  |

### Beyond
Beyond är en konceptskiva och släpptes 26 oktober 2011.
Alla låtar är skrivna och komponerade av Martin Rudefelt. 
| Nr | Titel                               | Längd |
| -- | ----------------------------------- | ----- |
| 1. | First Light                         | 4:13  |
| 2. | Escape Velocity                     | 3:32  |
| 3. | Zero-G                              | 4:52  |
| 4. | Event Horizon                       | 2:35  |
| 5. | Singularity                         | 4:55  |
| 6. | Beyond (Miserére Mei)               | 9:03  |
| 7. | Singularity (Future Population Mix) | 4:49  |

### Retropia
Retropia släpptes 2014.
Alla låtar är skrivna och komponerade av Cryo. 
| Nr  | Titel                                            | Längd |
| --- | ------------------------------------------------ | ----- |
| 1.  | In Your Eyes                                     | 5:58  |
| 2.  | Believer                                         | 4:24  |
| 3.  | The Portal                                       | 6:16  |
| 4.  | Common Man                                       | 5:00  |
| 5.  | I Use You                                        | 5:28  |
| 6.  | Too Much                                         | 5:51  |
| 7.  | Shelter                                          | 4:29  |
| 8.  | Yesterday                                        | 5:07  |
| 9.  | So Close Pt 1                                    | 6:41  |
| 10. | So Close Pt 2                                    | 3:16  |
| 11. | So Close Pt 3                                    | 4:54  |
| 12. | Higher (Amnistia Modification)                   | 4:31  |
| 13. | In Your Eyes (Spark! Remix)                      | 3:49  |
| 14. | So Close (Staccatissimo Mix by Michael Andresen) | 5:40  |
| 15. | The Portal (Propulsion Remix)                    | 4:36  |
| 16. | Believer (Stonkfilter Mix by Neser DNA)          | 5:09  |
| 17. | Evil Man                                         | 6:58  |

### The Fall Of Man
The Fall Of Man släpptes 2019.
Alla låtar är skrivna och komponerade av Cryo. 
| Nr  | Titel                             | Längd |
| --- | --------------------------------- | ----- |
| 1.  | Know Your Enemy                   | 4:00  |
| 2.  | Control                           | 4:52  |
| 3.  | Remember                          | 6:32  |
| 4.  | Valium                            | 5:20  |
| 5.  | Smile Forever                     | 4:33  |
| 6.  | Sanitarium                        | 4:02  |
| 7.  | Decay Decay Decay                 | 4:30  |
| 8.  | When You Cross The Line           | 3:59  |
| 9.  | Low Life                          | 4:!3  |
| 10. | Human Nature                      | 6:13  |
| 11. | Low Frequency Response            | 5:52  |
| 12. | Valium (Triple Dose Remix)        | 4:51  |
| 13. | Decay Decay Decay (First Version) | 4:36  |